# Олон (Приморский край)
Оло́н (удэг. Олоӈо) — село в Пожарском районе Приморского края. Входит в состав Краснояровского сельского поселения.

## География
Село Олон стоит на правом берегу реки Бикин, напротив села Красный Яр.
Сообщение с селом Ясеневый (вверх по течению реки) по автомобильной дороге местного значения, расстояние – около 8 км.
Расстояние до районного центра посёлка Лучегорск по прямой – около 80 км.

## Население
| 2002 | 2005 | 2010 |
| ---- | ---- | ---- |
| 41   | ↘29  | ↗38  |

## Улицы
В селе имеется одна улица: Заозёрная.

## Экономика
Жители занимаются охотой, пчеловодством и сельским хозяйством.

## Инфраструктура
В селе расположена метеостанция.

## Известные уроженцы
- Суляндзига, Павел Васильевич (род. 1962) — российский общественный активист.